# Cestreae
Cestreae es una tribu de plantas de la familia de las solanáceas (Solanaceae). Comprende los siguientes géneros. Comprende 3 géneros de plantas leñosas, generalmente arbustivas

## Géneros
- Cestrum L. (1753). Comprende unas 175 especies distribuidas en los neotrópicos.
- Sessea Ruiz et Pav. (1794). Género con 16 especies de Los Andes.
- Vestia Willd. (1809), género monotípico de Chile.